# Monika Taubitz
Monika Taubitz (ur. 2 września 1937 we Wrocławiu) – niemiecka poetka i pisarka, związana także ze Śląskiem i ziemią kłodzką.
Urodziła się we Wrocławiu, jej rodzina ze strony ojca wywodzi się z ziemi kłodzkiej. Ostatni rok wojny spędziła w Żelaźnie, co później opisała jako pisarka.
W 1946, po wysiedleniu do Niemiec, trafiła do Nordenham (Dolna Saksonia), a w 1951 w region Allgäu. Po studiach pracowała jako nauczycielka języka niemieckiego. Od 1965 mieszka w Meersburgu nad Jeziorem Bodeńskim.
Jest autorką licznych powieści, opowiadań, esejów i słuchowisk. Laureatka wielu uznanych nagród literackich m.in.: im. Eichendorffa, im. Andreasa Gryphiusa, Nagrody Kulturalnej Śląska.
W latach 1996–2011 pełniła funkcję przewodniczącej ugrupowania pisarzy i artystów Wangener Kreis – „Gesellschaft für Literatur und Kunst des Ostens e. V.” (Krąg Wangen – „Stowarzyszenie Literatury i Sztuki Wschodu”) w Wangen im Allgäu.

## Życiorys
Pierwsze lata życia spędziła w Borowie koło Strzelina, po śmierci ojca zamieszkała z matką u jej rodziny we Wrocławiu, skąd w obawie przed bombardowaniami przeniosły się w 1944 do dziadka ze strony ojca, do Żelazna na ziemi kłodzkiej. W 1946, po wysiedleniu do Niemiec, trafiła do Nordenham (Dolna Saksonia) niedaleko ujścia Wezery do Morza Północnego, a w 1951 w region Allgäu.
Podjęła naukę w liceum nauczycielskim w Ochsenhausen, potem studiowała w Weingarten w Badenii-Wirtembergii w Pädagogisches Institut (od 1962 Pädagogische Hochschule Weingarten). Po studiach pracowała jako nauczycielka. Od 1965 mieszka w Meersburgu nad Jeziorem Bodeńskim. Przez pewien czas była zaangażowana jako przewodniczka w muzeum poetki Annette von Droste-Hülshoff na zamku w Meersburgu, które po II wojnie światowej zostało odtworzone przez Helenę von Bothmer-Davis.
Należy do wielu stowarzyszeń artystycznych, w latach 1996–2011 pełniła funkcję przewodniczącej ugrupowania pisarzy i artystów Wangener Kreis – „Gesellschaft für Literatur und Kunst des Ostens e. V.” (Krąg Wangen – „Stowarzyszenie Literatury i Sztuki Wschodu”) w Wangen im Allgäu. Obecnie jest jego honorową przewodniczącą.
Rodzinnie mocno związana z ziemią kłodzką i Śląskiem. Braćmi jej dziadka byli długoletni kapłan i pierwszy proboszcz parafii polanickiej (1913–1940), Benno Taubitz oraz Joseph Taubitz, proboszcz parafii w Szczytnej. Ojciec pisarki Josef Taubitz (1882–1941) urodził się w Polanicy-Zdroju i przez 32 lata był nauczycielem w Borowie. Był także kompozytorem, obok pieśni na chór mieszany i męski, m.in. Piękna Rybaczko (z tekstem Heinego), stworzył szereg pieśni liturgicznych oraz wielką mszę z akompaniamentem orkiestry. Ojcem chrzestnym dziadka pisarki Alfonsa Tobiasa Taubitza (1859–1939) i jego nauczycielem muzyki był kompozytor Ignaz Reimann. Dziadek ten w latach 1875–1882 pracował jako nauczyciel w Polanicy, następnie przez 42 lata jako kierownik szkoły podstawowej i dyrygent chóru w Żelaźnie. Właśnie w jego domu pisarka jako dziecko, opuszczając w 1944 bombardowany Wrocław, spędziła ostatni okres II wojny światowej, a 30 lat później wspomnienia zaowocowały książką Durch Lücken im Zaun (Przez dziurę w płocie), napisaną z perspektywy Dziecka – ośmiolatki, którą wówczas była autorka.

Z dawną ojczyzną i jej obecnymi mieszkańcami od wielu lat pisarka utrzymuje bliski kontakt, biorąc udział w wielu spotkaniach autorskich, naukowych i regionalnych. Z przewodnikiem sudeckim Stanisławem Frausem pisarka w towarzystwie swej przyjaciółki Anne Wachter przewędrowała ziemię kłodzką, co znalazło odzwierciedlenie w jej twórczości, m.in. wierszach opublikowanych w zbiorze Ten kraj dał mi słowo swoje. Wiersze o Śląsku z 2006.
Dzięki jej staraniom Adam Zagajewski otrzymał w 2014 Nagrodę Literacką im. Eichendorffa przyznawaną przez Krąg Wangen – „Stowarzyszenie Literatury i Sztuki Wschodu”.
Prof. Edward Białek z Instytutu Filologii Germańskiej Uniwersytetu Wrocławskiego uważa, że Monika Taubitz przeszła drogę od skupienia na utracie ojczyzny w następstwie tzw. „wypędzenia” do akceptacji rzeczywistości oraz bliskiego, przyjacielskiego kontaktu z wieloma polskimi mieszkańcami Dolnego Śląska i ziemi kłodzkiej, a jej działalność jako przewodniczącej „Stowarzyszenia Literatury i Sztuki Wschodu” (Krąg Wangen) zmieniła nie tylko postrzeganie Polski, ale i świadomość pokolenia wywodzących się ze Śląska niemieckich pisarzy i poetów.

## Charakterystyka twórczości

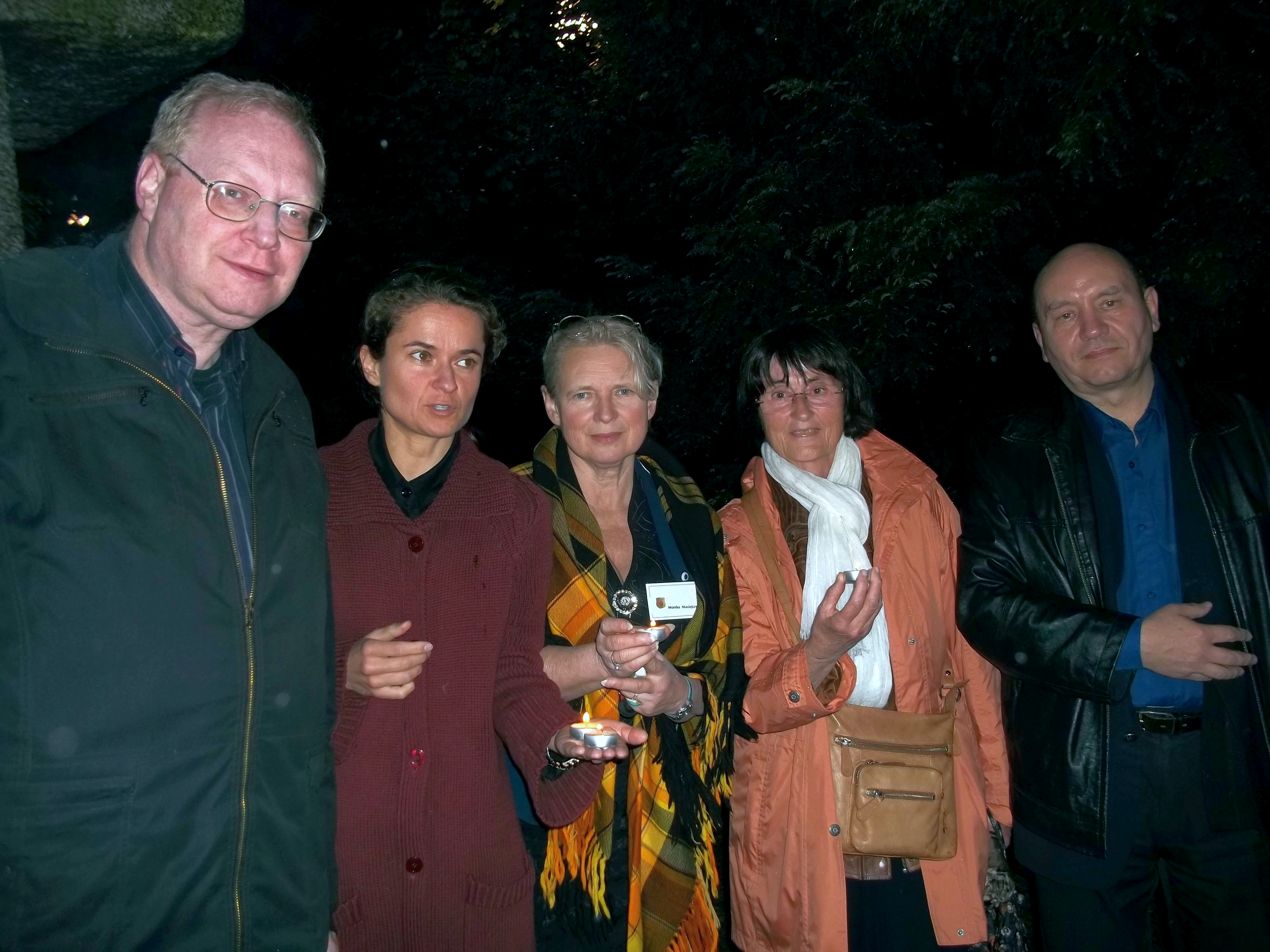
Poeci z Ukrainy, Polski i Niemiec – od lewej Ołeksandr Gordon, Sylwia Grzybowska, Monika Maciejczyk, Monika Taubitz, Henryk Grzybowski zapalają świeczki przed pomnikiem A. Mickiewicza w Polanicy, 17 maja 2014

Monika Taubitz pisze lirykę i prozę, jest autorką powieści, opowiadań, esejów i słuchowisk. Twórczość autorki i jej działalność społeczna były poddawane analizie krytyczno-literackiej. Na ten temat napisano prace magisterskie, rozprawy doktorskie i habilitacyjne: m.in.:
- pracę o charakterze monografii Justyny Kubocz Z kraju Pana Boga nad Szwabskie Morze. Monika Taubitz jako pisarka i organizatorka życia kulturalnego[a], gdzie oprócz przedstawienia sylwetki pisarki i analizy dorobku literackiego, udokumentowano jej zaangażowanie w życie kulturalne regionu Jeziora Bodeńskiego oraz działalność na rzecz porozumienia niemiecko-polskiego.
- książkę Katarzyny Nowakowskiej Oblicza i konteksty tożsamości w literaturze niemieckojęzycznej XX i XXI wieku[b], dotyczącej kluczowego aspektu twórczości literackiej – poszukiwania własnego „ja” oraz określenia tożsamości jednostki i grupy.
- pracę Justyny Kubocz Ein Land entsteigt der Erinnerung – schlesische Bilder in der Lyrik von Monika Taubitz (pol. Kraj wyłaniający się z pamięci – obrazy Śląska w poezji Moniki Taubitz), w: Schlesien als literarische Provinz. Literatur zwischen Regionalismus und Universalismus[c][d].
- jubileuszowi 75-lecia urodzin autorki zadedykowano pozycję Schlesien erlesen. Aufsätze zur Literatur des 18. bis 21. Jahrhunderts[e] z rozdziałami o jej twórczości m.in.[f]:
  - Justyna Kubocz, Monika Taubitz und Polen. Versuch einer Bestandsaufnahme (Monika Taubitz i Polska. Próba podsumowania, w: Wybrane ze Śląska. Eseje o literaturze od XVIII do XIX wieku, s. 11–36)[6][7]
  - Paweł Zimniak, Gebirgslandschaften als Stimmungsräume. Zur Performativität der Raumerfahrung in den Texten von Monika Taubitz, s. 37–50.
- na międzynarodowej konferencji naukowej Życie kulturalne ziemi kłodzkiej (Wrocław, 2015) pisarstwu Taubitz poświęcono kilka referatów[g][6][7]:
  - Paweł Zimniak (UZ): „Wahlloses Strandgut” – „Nacktes Wurzelwerk” – „Ausgeworfener (Luft)Anker”. Zum Zwischenraum des Flüchtlingskindes von Monika Taubitz (pol. Przypadkowe znaleziska wyrzucone na plażę. Nagie korzenie bez kotwicy. Moniki Taubitz rozliczenie dziecka-uchodźcy).
  - Katarzyna Nowakowska (UW): Zur Lyrik von Monika Taubitz (pol. O liryce Moniki Taubitz)
  - Iwona Czech (Szczawno-Zdrój): Problematyka wypędzenia w prozie Moniki Taubitz[8].
- jubileuszowi 80-lecia urodzin autorki zadedykowano pozycję Dem Land, das ihr sein Wort gab[h] z rozdziałami o jej biografii, twórczości i odbiorze czytelników m.in.[i]:
  - Justyna Kubocz, Monika Taubitz und Polen. Versuch einer Bestandsaufnahme (Monika Taubitz i Polska. Próba podsumowania, w: Wybrane ze Śląska. Eseje o literaturze od XVIII do XIX wieku, s. 11–36)[6][7]
  - Paweł Zimniak, Gebirgslandschaften als Stimmungsräume. Zur Performativität der Raumerfahrung in den Texten von Monika Taubitz, s. 37–50.
- na międzynarodowej konferencji naukowej Życie kulturalne ziemi kłodzkiej (Wrocław, 2015) pisarstwu Taubitz poświęcono kilka referatów[g][6][7]:
  - Paweł Zimniak (UZ): „Wahlloses Strandgut” – „Nacktes Wurzelwerk” – „Ausgeworfener (Luft)Anker”. Zum Zwischenraum des Flüchtlingskindes von Monika Taubitz (pol. Przypadkowe znaleziska wyrzucone na plażę. Nagie korzenie bez kotwicy. Moniki Taubitz rozliczenie dziecka-uchodźcy).
  - Katarzyna Nowakowska (UW): Zur Lyrik von Monika Taubitz (pol. O liryce Moniki Taubitz)
  - Iwona Czech (Szczawno-Zdrój): Problematyka wypędzenia w prozie Moniki Taubitz[8].

## Twórczość
Niektóre dzieła:
- Fallende Sterne. Gedichte Buxheim, Martin Verlag, 1968. OCLC 749967597.
- Schatten über dem Brunnen Buxheim, Allgäu, Martin Verlag, W. Berger, 1971. OCLC 74136419.
- Probeflug. Gedichte Heidenheim, Jerratsch, 1974. OCLC 1006268482.
- Schlesien – Tagebuch einer Reise Heidenheim, Jerratsch, 1973/1977. OCLC 741729997.
- Durch Lücken im Zaun Heidenheim/Brenz, Jerratsch, 1977, ISBN 978-3-921519-14-1 (wydanie polskie Przez dziurę w płocie, 2007. ISBN 978-83-7432-182-2).
- Netze werfend. Gedichte Heidenheim, W. Jerratsch, 1978. ISBN 978-3-921519-24-0.
- Dir, Spinnweb Zeit, ins Netz gegangen Esslingen, Die Künstlergilde, 1983. OCLC 74675201.
- Gestörte Befragung. Ein Hörspiel mit Textcollagen Stuttgart, Studien-Verl., 1981. OCLC 315068376.
- Treibgut Stuttgart, Quell; Kevelaer, Butzon & Bercker, 1983. ISBN 978-3-7666-9304-4.
- Dort geht Katharina oder Gesang im Feuerofen Sigmaringen, J. Thorbecke, 1984. ISBN 978-3-7995-1644-0.
- Abstellgleis Dresden, Neisse Verlag, 2007. ISBN 978-3-934038-78-3.
- Treibgut eine Kindheit nach dem Krieg, 1983, Würzburg Bergstadtverl. Korn 2009. ISBN 978-3-87057-299-0.
- Leonhards Haus Dresden, Neisse Verlag, 2009. ISBN 978-3-940310-53-8.
- Winteralbum Dresden, Neisse Verlag, 2011. ISBN 978-3-86276-017-6.
- Im Zug – nebenbei. Gedichte von unterwegs, 2011. ISBN 978-3-86276-028-2.
- Almuts Briefe Dresden, Neisse Verlag, 2013. ISBN 978-3-86276-108-1.
- Flußleben Dresden, Neisse Verlag, 2013. ISBN 978-83-7977-012-0.
- Volkskalender für Schlesier Landshut, Isar Aufstieg Verlag, 2016. ISBN 978-3-7612-0350-7.
- Asche und Rubin. Helene von Bothmer. Eine Biographie, Dresden, Neisse Verlag, 2016. ISBN 978-3-86276-191-3.
- Lob der Ebene. Gedichte, Dresden, Neisse Verlag, 2016. ISBN 978-3-86276-217-0.
- Jakobs Gärten, Neisse Verlag, 2019. ISBN 978-3-86276-281-1.
- Für einen Lidschlag nur. Gedichte / Na jeden tylko ruch powieki. Wiersze, Neisse Verlag, Oficyna Wydawnicza Atut, 2021. ISBN 978-83-7977-562-0.
- Tilmanns Frau und andere Erzählungen, Neisse Verlag, 2021. ISBN 978-3-86276-320-7.
- Breslau zur Zeit der Pandemie Gedichte, Neisse Verlag, Oficyna Wydawnicza Atut, 2021. ISBN 978-83-7977-651-1.
- Tilmanns Frau und andere Erzählungen, Neisse Verlag, 2021. ISBN 978-3-86276-320-7.
- Miniaturen der Erinnerung, Neisse Verlag, 2022. ISBN 978-3-86276-338-2.
- Wellenschrift Gedichte, Eggingen, Edition Isele, 2023. ISBN 978-3-86142-638-7.

W Polsce ukazały się nakładem Oficyny Wydawniczej „Atut” z Wrocławia:
- wybór wierszy Ein Land gab mir sein Wort. Gedichte über Schlesien / Ten kraj dał mi słowo swoje. Wiersze o Śląsku, red. i posł. Justyna Kubocz, wyd. dwujęzyczne, 2006, wyd. II rozszerzone 2007. ISBN 978-83-7432-291-1.
- powieść autobiograficzna Przez dziurę w płocie. Opowieść z dzieciństwa 1944-1946, przekł., red. i posł. Justyna Kubocz i Jan Pacholski (2007), ISBN 978-83-7432-182-2 (wydanie niemieckie Durch Lücken im Zaun, 1977. ISBN 978-3-921519-14-1).
- wybór wierszy Próba nurkowania, red. i posł. Edward Białek i Justyna Kubocz, 2008. ISBN 978-83-7432-411-3.
- wybór wierszy U niewidzialnych brzegów, red. Edward Białek i Justyna Kubocz, 2009. ISBN 978-83-7432-535-6.
- wybór wierszy Flußleben. Żywoty rzeki, red. Edward Białek i Mirosława Nikodemska, 2014. ISBN 978-3-86276-118-0, ISBN 978-83-7977-012-0.
- wybór wierszy Pochwała równiny, red. Joanna Małgorzata Banachowicz, 2017. ISBN 978-83-7977-270-4.
- wybór wierszy Für einen Lidschlag nur. Gedichte / Na jeden tylko ruch powieki. Wiersze, red. Edward Białek i Katarzyna Nowakowska, 2021. ISBN 978-83-7977-562-0.
- wybór wierszy Wrocław w czasach pandemii, red. Edward Białek, 2022. ISBN 978-83-7977-731-0.

wydawnictwa „Quaestio”:
- wybór wierszy W pociągu – en passant. Wiersze pisane w drodze Wrocław, 2012. ISBN 978-83-62571-25-3.
- wybór wierszy Stillgelegte Gleise. Martwy tor, red. Edward Białek i Justyna Kubocz, Wrocław, 2012. ISBN 978-83-62571-35-2.
- wybór wierszy Nimm eine Möwenfeder... Weź pióro mewy..., red. Edward Białek i Beata Tadla-Matkowska, Wrocław, 2018. ISBN 978-83-65815-13-2.

oraz
- Antologia pokoju / Antologie míru / Friedensbuch (z Moniką Maciejczyk i Věrą Kopecką), Polanica-Zdrój, 2018. ISBN 978-83-7273-922-3.

## Nagrody, wyróżnienia i odznaczenia
Monika Taubitz została wyróżniona wieloma nagrodami, w tym m.in. prestiżowymi:
- Nagrodą Literacką im. Eichendorffa (1978)
- Nagrodą Literacką im. Andreasa Gryphiusa (2012)[10][11]
- Nagrodą im. Nikolausa Lenaua (2016) za Flußleben[12]
- Edith-Heine-Lyrikpreis der Stiftung Kulturwerk Schlesien (2022)[13]
- Nagrodą Kulturalną Śląska(inne języki) Kraju Związkowego Dolna Saksonia (nagroda wspierająca, 1980)[2][14]

i otrzymała następujące wyróżnienia i odznaczenia:
- papieskie odznaczenie Benemerenti (1976)[2]
- Medal Landu Badenia-Wirtembergia (2013) za działalność zarówno na rzecz jej śląskiej ojczyzny, jak i obecnej, Badenii-Wirtembergii, a także na rzecz porozumienia pomiędzy Niemcami i mieszkańcami Europy Wschodniej[15]
- Krzyż Zasługi na Wstędze Orderu Zasługi Republiki Federalnej Niemiec (2014) za dokonania literackie oraz „budowanie mostów” między Niemcami i Polakami[16]
- Honorowe Obywatelstwo miasta Meersburga (2018), 11. w ciągu 150 lat nadawania i jako pierwsza kobieta[17][18].